# 396 Еолія
396 Еолія (396 Aeolia) — астероїд головного поясу, відкритий 1 грудня 1894 року Огюстом Шарлуа у Ніцці.